# 愛は愛で
「愛は愛で」（あいはあいで）は、江口洋介の楽曲で7枚目のシングル。1994年2月9日発売。発売元はフォーライフ・レコード。

## 内容
フォーライフ・レコード復帰第一弾。
フジテレビ系ドラマ「陽のあたる場所」主題歌。
オリコンシングルチャートで自身初となるTOP10入り。

## 収録曲
- 全作詞・全作曲：江口洋介
- 全編曲：星勝

1. 愛は愛で
フジテレビ系ドラマ「陽のあたる場所」主題歌
2. 誰でもない君へ
3. 愛は愛で（オリジナルカラオケ）